# Схалк ван дер Мерве
Схалк ван дер Мерве (англ. Schalk van der Merwe; 16 квітня 1961 — 24 січня 2016) — колишній південноафриканський тенісист.
Найвищу одиночну позицію світового рейтингу — 157 місце досяг 3 січня 1983, парну — 81 місце — 3 січня 1983 року.
Найвищим досягненням на турнірах Великого шолома було 3 коло в одиночному та змішаному парному розрядах.

## Фінали за кар'єру

### Парний розряд: 1 (0–1)
| Результат | W/L | Дата     | Турнір      | Покриття | Партнер      | Суперники                 | Рахунок  |
| --------- | --- | -------- | ----------- | -------- | ------------ | ------------------------- | -------- |
| Поразка   | 0–1 | Лип 1982 | Бостон, США | Ґрунт    | Фредді Зауер | Стів Мейстер Крейг Віттус | 2–6, 3–6 |

## Титули на челленджерах

### Парний розряд: (1)
| Ранг | Рік  | Турнір           | Покриття | Партнер      | Суперники               | Рахунок  |
| ---- | ---- | ---------------- | -------- | ------------ | ----------------------- | -------- |
| 1.   | 1982 | Йоганесбурґ, ПАР | Тверде   | Фредді Зауер | Тіан Вільюн Дані Віссер | 6–2, 6–1 |